# Жах Амітивіля (фільм, 1979)
«Жах Амітивіля» (англ. The Amityville Horror) — американський фільм жахів 1979 року, знятий Стюартом Розенбергом на основі однойменного роману Джей Енсон. Головні ролі зіграли Джеймс Бролін та Марго Кіддер.
«Жах Амітівіля» мав великий комерційний успіх для кінокомпанії American International Pictures, заробивши в США понад 80 мільйонів доларів і став одним із найкасовіших незалежних фільмів усіх часів. Він отримав переважно негативні відгуки критиків, хоча деякі кінознавці вважають його класикою жанру жахів.
Фільм був номінований на премію «Оскар» за найкращу музику до фільму композитора Лало Шифріна. Марго Кіддер була номінована на премію «Сатурн» за найкращу жіночу роль, а сам фільм у категорії найкращий фільм жахів. У 2005 році вийшов римейк фільму.

## Сюжет
13 листопада 1974 поліцейський відділок округу Саффолк стривожений телефонним дзвінком, який привів поліцейських в Амітивіль в будинок на Олшен-Авеню 112. Усередині великого колоніального будинку вони побачили жахливу сцену злочину: була по-звірячому вбита ціла родина. У наступні дні Рональд Дефео зізнався, що навмисно застрелив з рушниці спочатку батьків, потім чотирьох рідних братів і сестер, коли вони спали, виконуючи наказ «голосу» зробити ці жахливі вбивства.
Через рік Джордж і Кеті Латс з дітьми переїхали туди, думаючи, що вони знайшли будинок своєї мрії. У день переїзду, в будинок приходить отець Делані, щоб його освятити, проте він йому стає зле, в кімнаті з'являються десятки мух, раптово двері відчиняються і лунає демонічний голос «Забирайся». Священик залишає будинок, подальші його спроби провести вигнання демона з будівлі стають марними, бо йому ніхто не вірить, навіть церква.
Уже в перші дні життя в новому будинку з Джорджом відбуваються дивні речі: він починає чути голоси, стає роздратованим і вигляд у нього стає хворобливим, але сім'я вважає, що це просто застуда. Але дивні речі відбуваються і з іншими. У Емі з'являється уявний друг — Джоді. Син Грег ранить руку об віконну раму. Кеті мучать нічні жахіття: їй сниться, що Джордж вбиває її. Отець Делані вирішує повернутися в проклятий будинок, однак темні сили беруть керування машини на себе і він мало не потрапляє в аварію, а спроби молитися за сім'ю Латцен в церкві провалюються, коли священика починають мучити жахливі видіння, після чого він втрачає зір.
Джордж незабаром дізнається у знайомих про історію будинку: будівля була побудована Джоном Кетчемом — чаклуном, який проводив людські жертвоприношення. А також Джордж знаходить в підвалі прохід в таємничу і страшну «Червону Кімнату».
Кеті стурбована божевіллям чоловіка, який з кожним днем стає все злішим і несамовитішим. Кеті намагається зателефонувати святому отцю, але телефон раптом перестає працювати. Кеті приїжджає в бібліотеку і знаходить статті про вбивства в будинку і виявляє, що Рональд Дефео дуже схожий на Джорджа. Протягом усього дня Джордж гострить сокиру і вночі вирішує вбити всю родину. Однак діти ховаються у ванній, і коли Джордж намагається прорубати двері, на нього нападає Кеті і Джордж отямлюється. Раптово будинок оживає: зі стін і по сходах починає текти кров. Проте родині Латсів вдається втекти з дому. Вони відмовляються від прав на власність і оселяються в іншому штаті.

## У ролях
- Джеймс Бролін у ролі Джорджа Латс
- Марго Кіддер у ролі Кетлін «Кеті» Латс
- Род Стайгер в ролі батька Френка Делані
- Дон Страуд у ролі батька Болена
- Мюррей Гамільтон у ролі батька Раяна
- Джон Ларч як отець Нунцій
- Наташа Раян у ролі Емі Луц
- KC Martel в ролі Грега Луца
- Міно Пелус у ролі Метта Луца
- Майкл Сакс у ролі Джеффа
- Гелен Шевер у ролі Керолін
- Емі Райт у ролі няні Джекі
- Вел Евері в ролі сержанта Гіонфріддо
- Ельза Рейвен у ролі місіс Таунсенд
- Айрін Дейлі в ролі тітки Гелени
- Марк Ваганян, як Джиммі
- Еллен Саланд як дружина Джиммі
- Едді Барт в ролі Агуччі
- Джеймс Толкан у ролі слідчого